# Leptomeria
- Commons
- Wikispecies

Leptomeria é um género botânico pertencente à família Santalaceae.